# El doctor Fischer de Ginebra
Doctor Fischer de Geneva o La fiesta de la bomba (1980) es una novela escrita por el novelista inglés Graham Greene. Se ha examinado la fiesta como ejemplo de problema de búsqueda estadística.

## Resumen de la trama
La historia está narrada por Alfred Jones, traductor de una gran empresa de chocolate en Suiza. Jones, de 50 años, perdió la mano izquierda mientras trabajaba como bombero durante el Blitz. Jones es viudo cuando conoce a la joven Anna-Luise Fischer en un restaurante local. Jones se sorprende al saber que Anna-Luise es la hija del Dr. Fischer, que se ha hecho rico tras inventar una pasta de dientes perfumada y cuyas cenas son famosas (o infames) en Ginebra. Tras un breve noviazgo, ambos se casan.
Anna-Luise está distanciada de su padre, el Fischer del título del libro. Jones va a ver a Fischer para informarle de que él y Anna-Luise están casados, pero Fischer se muestra indiferente a la información. Sin embargo, más tarde invita a Jones a una de sus cenas; Anna-Luise le advierte a Jones que no vaya, diciendo que estas fiestas no son más que una oportunidad para que su padre humille a los ricos aduladores (a los que llama "los sapos", su malapropismo para decir "sapos") de su círculo. Jones va de todos modos cuando Anna-Luise cede, diciendo que una cena no puede corromperlo.
En la fiesta, Fischer y sus invitados explican algunas de las reglas: Si un invitado sigue todas las reglas, recibe un regalo (o premio) al final de la comida. Los regalos suelen estar adaptados a cada invitado y tienen un valor considerable. Sin embargo, las reglas incluyen la completa sumisión a las humillaciones de Fischer, que siempre incluyen burlas verbales que se centran en los fallos o inseguridades de cada invitado.
En esta fiesta en particular, la cena consiste únicamente en gachas. Uno de los invitados pide azúcar, pero Fischer sólo le da sal. Fischer explica a Jones que los invitados deben comer las gachas para recibir sus regalos, y que todo esto forma parte de su experimento para ver hasta dónde llegan los ricos para degradarse y obtener más riquezas. Todos los invitados comen las gachas excepto Jones, que se gana la enemistad de los sapos al abstenerse. Jones no recibe otra invitación durante algún tiempo.
Anna-Luise pone a Jones al corriente de la disolución del matrimonio de sus padres. Su madre había entablado una amistad con un empleado del Sr. Kips, uno de los Toads, basada en su amor mutuo por Mozart. Cuando Fischer se enteró, pagó a la empresa de Kips cincuenta mil francos para que despidiera al hombre, y luego acosó a su mujer hasta que ésta "quiso" morir. Jones y Anna-Luise se encuentran con el hombre, Steiner, en una tienda de discos local, y el parecido de Anna-Luise con su madre (Anna) hace que Steiner sufra un ataque al corazón.
Mientras tanto, él y Anna-Luise hablan de tener hijos, pero ella dice que prefiere esperar hasta que termine la temporada de esquí porque no le gustaría esquiar estando embarazada. Los dos van a esquiar y, mientras Jones (que no esquía) espera en el albergue, Anna-Luise choca con un árbol después de desviarse para evitar a un joven que se había torcido el tobillo mientras esquiaba una pista demasiado dura para él. Sufre una grave lesión en la cabeza y sangra lo suficiente como para manchar de rojo la parte delantera de su jersey blanco. Más tarde muere en el hospital, dejando a Jones destrozado y solo. Intenta suicidarse bebiendo whisky mezclado con aspirinas, pero sólo le deja somnoliento.
Al día siguiente responde a una invitación para visitar a Fischer en su despacho. Fischer se ofrece a dar a Jones el dinero que tiene en fideicomiso para Anna-Luise, pero Jones lo rechaza. Fischer se sorprende y pide a Jones que asista a su próxima cena con los Toads, que promete que será la última.
Esta fiesta, la "Fiesta de la Bomba" del título alternativo de la novela, llena el capítulo más largo del libro. La fiesta se celebra al aire libre en algún momento del día de Año Nuevo, donde enormes hogueras mantienen a los invitados calientes alrededor del césped de Fischer. La comida es exquisita. Tras la cena, el Dr. Fischer explica las reglas del experimento de esa noche. Ha escondido seis galletas en un recipiente de salvado. Dentro de cinco de ellas hay cheques de dos millones de francos cada uno, con el nombre en blanco. En el sexto hay una pequeña bomba. Los invitados deben sacar las galletas y abrirlas una a una.
Uno de los Toads, un hombre encorvado llamado Kips, dice que los juegos de azar son inmorales y se niega a participar, abandonando la fiesta en su lugar, y dejando que Jones considere que sólo Kips y él mismo se toman en serio la amenaza de bomba del Doctor en el último cracker; los otros Toads parecen no creerlo, especialmente la señora Montgomery, que hace pasar la amenaza de bomba de Fischer como una broma juguetona y falsa. Los otros Toads comienzan a tomar las galletas; un actor llamado Deane, inmediatamente se mete en un papel de una de sus películas como un soldado voluntario para una misión peligrosa, divagando el diálogo para sí mismo mientras está de pie cerca del cubo. Otros dos sapos, la viuda Montgomery y el contable Belmont, se apresuran a sacar sus galletas, dándose cuenta de que las probabilidades favorecen a los primeros seleccionadores. Ambos sacan galletas con cheques dentro. Deane finalmente sale de su ilusión lo suficiente como para sacar una galleta, y cuando encuentra un cheque en su interior, se desmaya, ya sea por el shock o por la embriaguez.
Sólo quedan Jones y el militar retirado, el Divisionario. El Divisionario toma una galleta pero no la abre. Jones, que sigue considerando el suicidio como una forma de evitar su futuro solitario, toma una galleta, la abre y encuentra un cheque. El divisionario sigue paralizado por el miedo, así que Jones busca la última galleta (que habría ido a parar a Kips) y la abre también, encontrando el último cheque, lo que significa que el divisionario debe tener la bomba. Mientras Fischer atormenta al divisionario por su cobardía, Jones le ofrece comprar la galleta del divisionario por dos millones de francos. A pesar de las objeciones de Fischer, Jones coge la galleta fatal y sale corriendo hacia la nieve, donde abre la galleta para no encontrar nada. De repente, Steiner se acerca a Jones diciendo que ha venido a enfrentarse a Fischer y a escupirle a la cara. Fischer llega y, tras una breve conversación sobre si ha conseguido sus objetivos con su experimento, dice que es "hora de dormir" pero se aleja de la casa. Unos momentos después, Jones y Steiner oyen un crujido y salen corriendo a buscar a Fischer, que se ha disparado con un revólver.
La novela termina con Jones diciendo que ya no está considerando el suicidio e incluso ha entablado una pequeña amistad con Steiner, donde ambos se reúnen para tomar café y llorar sus amores perdidos. Jones dice que rara vez ve a ninguno de los Toads y evita a Ginebra en su mayor parte; una vez vio a la señora Montgomery, que le llamó "señor Smith", lo que permitió a Jones fingir que no la había oído y marcharse.

## Personajes
- Alfred Jones: El narrador, un viudo cincuentón con un guante sobre su mano izquierda artificial. Se casa con Anna-Luise Fischer.
- Anna-Luise Fischer: La hija del Dr. Fischer del título y esposa del narrador Alfred Jones. Desprecia a su padre por la forma en que trata a la gente, especialmente por cómo trató a su difunta madre.
- Dr. Fischer: Un hombre fabulosamente rico que hizo su fortuna gracias a la invención de la pasta de dientes perfumada. Fischer es un viudo que organiza cenas para humillar a sus invitados ricos.
- La Sra. Montgomery: Una viuda adinerada que nunca recuerda el nombre de Jones y le llama continuamente "Smith". Es la única invitada femenina a las cenas.
- Deane: Un antiguo actor pin-up cuyo aspecto está desapareciendo. Es uno de los invitados a las cenas.
- El Divisionario: Un oficial militar suizo retirado, a veces llamado erróneamente "El General" por sus compañeros de cena.
- Belmont: Un contable de impuestos e invitado a las cenas.
- Kips: Un hombre reservado con una columna vertebral gravemente deformada que le hace encorvarse tanto que mira al suelo. Parece estar involucrado en el contrabando de armas.
- Steiner: El antiguo interés amoroso de la Sra. Fischer, ahora empleado en una tienda de discos de Ginebra. Steiner fue despedido por el Sr. Kips después de que el Dr. Fischer descubriera su amistad con la Sra. Fischer.

## Película, televisión o adaptaciones teatrales
La novela se convirtió en una película para televisión, Dr. Fischer de Ginebra, en 1985, protagonizada por James Mason (en su último papel) como Dr. Fischer, Alan Bates como Alfred Jones, y Greta Scacchi como Anna-Luise. Fue dirigida por Michael Lindsay-Hogg.